# Pictoon
Pictoon es un estudio de animación senegalés fundado en 1998 con sede en Dakar. Es el primer estudio africano de producción y animación. Produce series de animación y cortometrajes de animación educativos o publicitarios.

## Historia
El estudio Pictoon fue cofundado en 1998 en Dakar por la franco-senegalesa Aïda N'Diaye y el franco-camerunés Pierre Sauvalle. Sauvalle estudió animación en Francia, en la Escuela de Bellas Artes de París y luego en la Escuela Gobelins, antes de regresar a África. En 2002, el estudio lanzó su primera serie de televisión animada, Kabongo le griot. La serie mantiene su audiencia en varias televisiones africanas, pero lucha por encontrar distribuidores en Europa y particularmente en Francia. El estudio trata de superar sus dificultades financieras reenfocando sus actividades en el campo más rentable de los cortometrajes institucionales y clips educativos, en particular para el Ministerio de Salud, pero sin renunciar a producir otros programas. Pictoon también produjo un video musical del rapero francés Pit Baccardi.
En 2009, los empleados fijos del estudio eran entre treinta y cincuenta, y colabora con un centenar de diseñadores. Pictoon ha creado su propio centro de formación para formar dibujantes y animadores in situ. Las condiciones de trabajo se ven dificultadas por los frecuentes cortes de luz, que obligan al estudio a renovar frecuentemente su equipo informático.

## Filmografía

### Series de televisión
- 2002: Kabongo le griot (13 episodios de 13 minutos)

### Largometraje
- (esperado en 2012): Lions invincibles[4]